# Kleopatra und Periboia
Kleopatra und Periboia (altgriechisch Κλεοπάτρα, Περίβοια Kleopátra, Períboia) sind zwei Frauengestalten der griechischen Mythologie.
Sie waren die ersten der Jungfrauen, die von den Lokrern nach Troja geschickt werden mussten, um den Zorn der Göttin Athene wegen der vom lokrischen Königssohn Aias nach dem Ende des Trojanischen Krieges verübten Freveltaten (er hatte u. a. die Seherin Kassandra von Athenes Altar weggezerrt) zu besänftigen. 
Die Lokrer hatten sich nämlich wegen einer Hungersnot und Pestepidemie verpflichtet, quasi als Menschenopfer für Athene insgesamt tausend Jahre lang jeweils zwei Jungfrauen jährlich nach Troja zu schicken. Wenn diese bei ihrer Ankunft vor Erreichung des Athenetempels in die Hände der Trojaner fielen, folgte ihre Tötung; andernfalls bestand ihre fernere Lebensaufgabe bis zu ihrem Tod in der Ausübung niedriger Tätigkeiten im Tempel.